# Grotta del Cavallo
Die Grotta del Cavallo (dt.: ‚Höhle des Pferdes‘) ist eine Kalkstein-Höhle im süditalienischen Apulien, an der Felsküste von Uluzzo, nahe Nardò, 90 Kilometer südlich von Tarent. Die Höhle liegt ungefähr 15 Meter über dem heutigen Meeresspiegel. Sie hat eine abgerundete, fünf Meter breite und 2,5 Meter hohe Öffnung zur See hin und wurde erstmals 1961 wissenschaftlich untersucht.

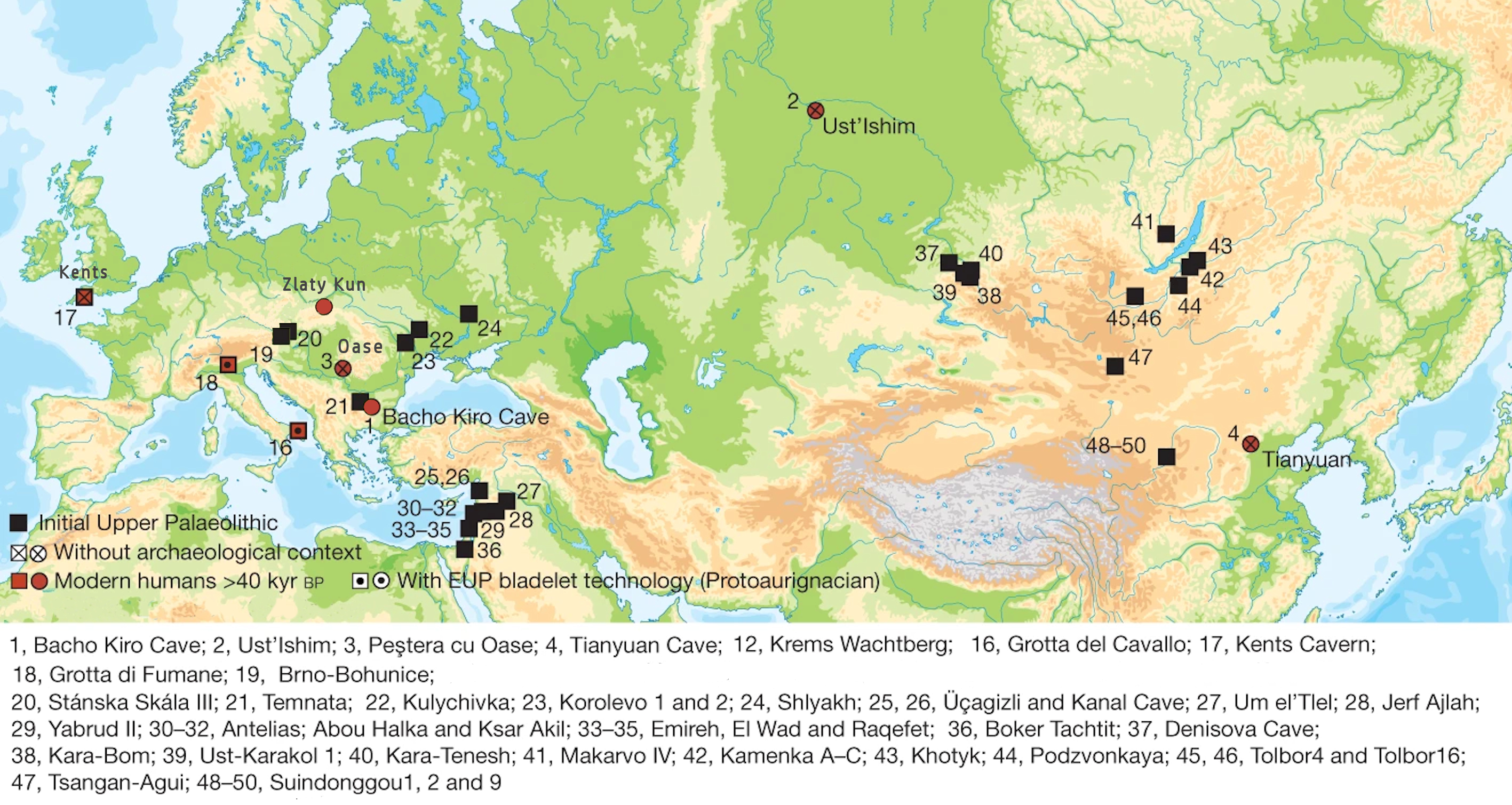
Fundplätze menschlicher Überreste des Paläolithikums

Die Höhle wurde durch den Fund zweier Milchzähne bekannt, die, wie die im Jahr 2011 publizierten Forschungen ergaben, die damals ältesten Überreste des modernen Menschen (Homo sapiens) in Europa darstellten. Die dort 1964 entdeckten Zähne waren mit Steinartefakten des Uluzzien assoziiert, einer Kultur, die damals teils mit dem Neandertaler, teils mit dem Cro-Magnon-Menschen in Verbindung gebracht wurde. Diese Kultur hatte ihren Namen nach dem nächstgelegenen Ort Uluzzo erhalten. Artefakte des Uluzzien fanden sich fast ausschließlich im Süden Italiens, wenn auch Fundstellen in Mittel- und Norditalien sowie Griechenland damit in Verbindung gebracht wurden.
Der 2011 veröffentlichten, neuerlichen Untersuchung zufolge wurden die Zähne aufgrund der anatomischen Merkmale ihrer Zahnkronen und -wurzeln erneut den Cro-Magnon-Menschen zugeordnet. Das Alter der Schicht von 42.000 bis 40.000 Jahren BP wird kalibriert mit etwa 45.000 bis 43.000 Kalenderjahren vor heute angegeben, so dass die Funde nach den Fossilien aus der Batscho-Kiro-Höhle (Bulgarien) zu den frühesten Belegen für die Anwesenheit des Homo sapiens in Europa gehören.

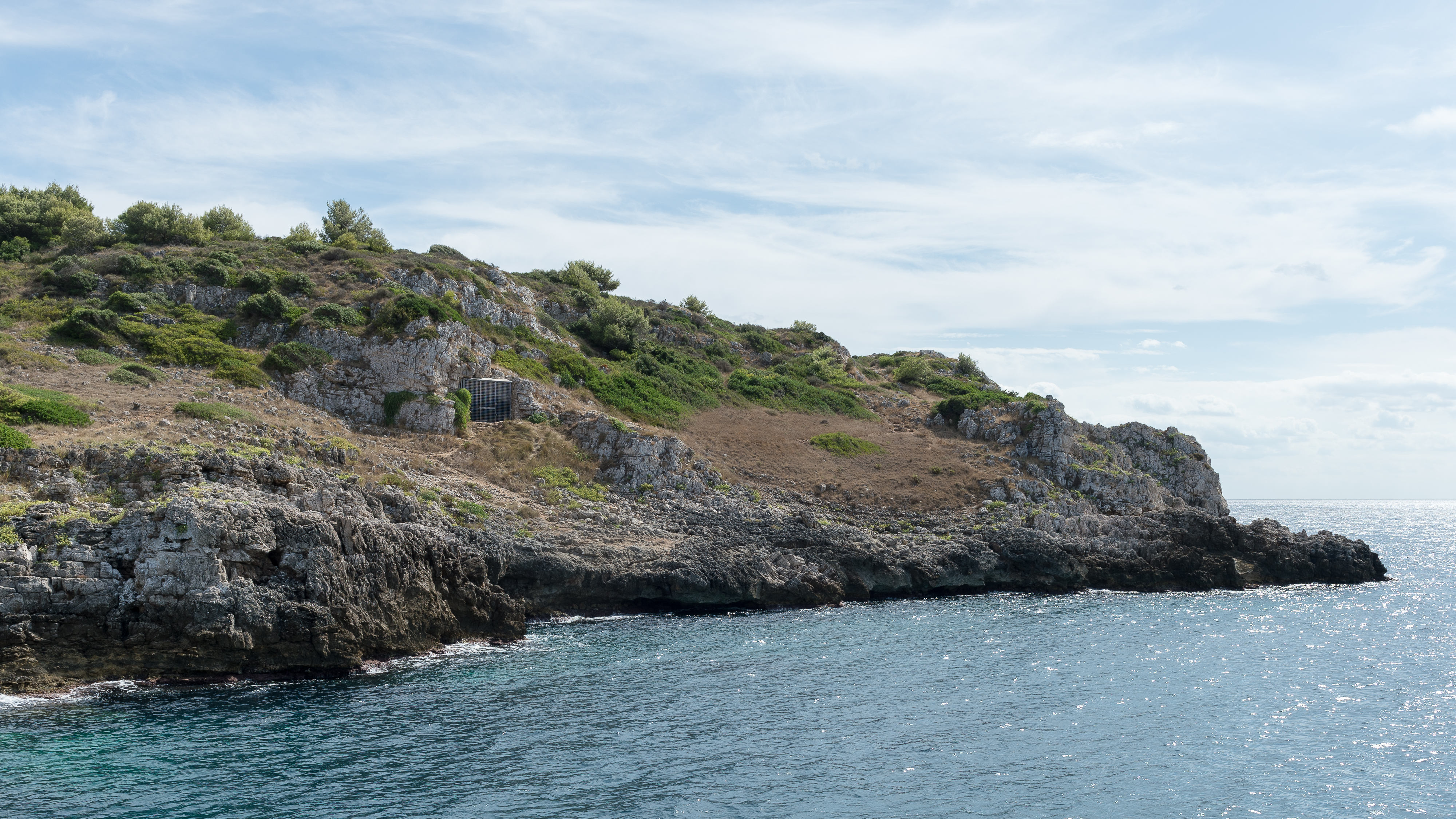
Felsküste von Uluzzo mit dem Eingang zur Höhle links der Bildmitte
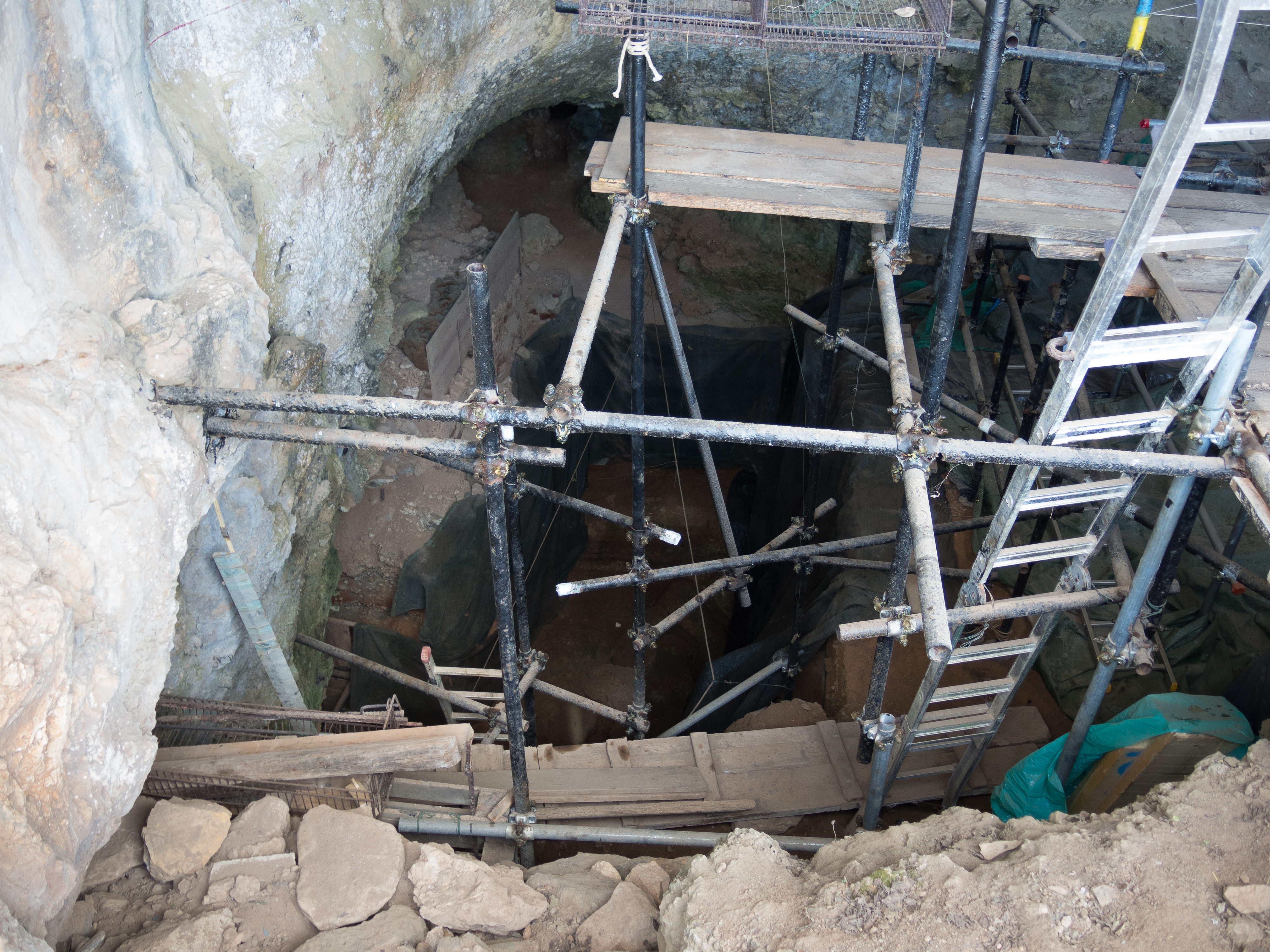
Grabungen (2019)
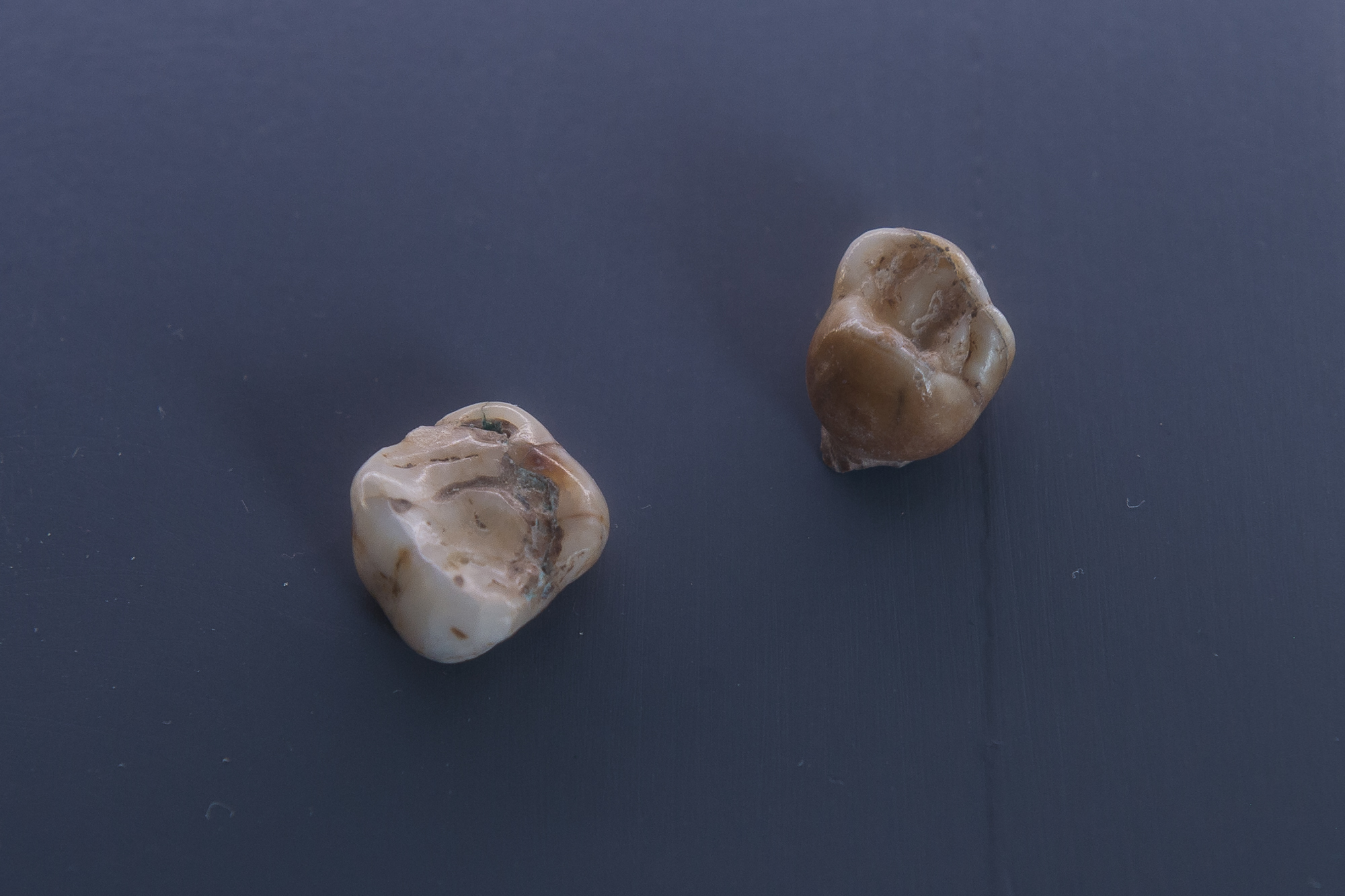
Die Kinderzähne (Originale), ausgestellt im Museo della Preistoria di Nardò.